# Skip Wolters
Alexander Nicolaas Wolters, detto Skip (23 novembre 1929 – 12 dicembre 2003), è stato un pallanuotista singaporiano, che ha partecipato alle Olimpiadi estive di Melbourne 1956, disputando il torneo di pallanuoto, assieme al fratello Wiebe.
Come il fratello, anch'esso è nato nelle Indie orientali olandesi, trasferendosi a Singapore da bambino.
Nel torneo olimpico, ha giocato una delle partite della fase a gironi (contro l'Italia) e due partite del girone di classificazione 7º-10º posto (contro rumeni e australiani).
Dopo le Olimpiadi di Melbourne, non ha più giocato per la nazionale, ha giocato solo nelle competizioni per club.
Negli anni successivi si trasferì in Europa per motivi di lavoro, dove morì nel 2003.